# Microsoft Lumia 640 XL
Microsoft Lumia 640 XL – smartfon z serii Lumia produkowany przez amerykańską firmę Microsoft, zaprezentowany w marcu 2015 roku. Działa pod kontrolą systemu operacyjnego Windows Phone 8.1.

## Oprogramowanie
Microsoft Lumia 640 XL pracuje pod kontrolą systemu Microsoft Windows Phone 8.1 z dodatkiem Lumia Denim. Preinstalowane są programy takie jak: Kalkulator, Zegar, Kalendarz, Budzik, Przypomnienia, Spis telefonów, Zadania, Pokój rodzinny, Kącik dziecięcy, OneNote, Sieci społecznościowe w książce telefonicznej, Portfel, Adidas miCoach. Dodatkowo smartfon wyposażono w podstawowe oprogramowanie biurowe – Excel, Word, PowerPoint i Lync oraz nawigację HERE Maps oraz inne aplikacje wykorzystujące połączenie GPS i rozszerzoną rzeczywistość np. Nokia Miasto w Obiektywie. Dodatek „Lumia Denim” umożliwia korzystanie z kilku autorskich rozwiązań Microsoft – Camera, Storyteller czy Beamer. Użytkownik może dodatkowo pobierać aplikacje i gry ze sklepu Windows Phone Store. Kupując telefon otrzymujemy 1 TB przestrzeni w OneDrive, gdzie można zapisywać dokumenty Office oraz zapisywać i otwierać zdjęcia, 60 minut miesięcznie na rozmowy za pośrednictwem Skype oraz roczną subskrypcję na Office 365.

## Kolorystyka
| Dostępne kolory |
|                 |